# Rally de Azores
El Rally de Azores, oficialmente Azores Airlines Rallye, es una prueba de rally que se disputa anualmente desde 1965 en Azores sobre tramos de tierra y llevada a cabo por el Grupo Desportivo Comercial. Ha sido puntuable para diferentes campeonatos a lo largo de su historia, tanto para el Campeonato de Portugal de Rally, el Campeonato de Europa de Rally y de 2009 a 2012 para el Intercontinental Rally Challenge.

## Historia
La prueba comenzó a disputarse en 1965 que inicialmente se llamó Volta à Ilha de São Miguel puesto que discurría por la Isla de San Miguel. En la octava edición, 1972, se ganó el reconocimiento de prueba de carácter internacional y en aquellos años algunos pilotos extranjeros compitieron en la misma, como los italianos Sandro Munari y Alcide Paganelli. Los organizadores intentaron que la carrera fuese puntuable para el Campeonato Europeo. En los años noventa se comenzó a denominar Rally Açores y en 1992 venció el primer piloto no portugués, siendo este el francés Yves Loubet con un Toyota Celica GT4. El rally entró en el calendario del europeo y posteriormente volvió a salirse del mismo hasta 2009 cuando entró en el certamen del IRC, certamen al perteneció hasta 2012. En 2013 vuelve a ser puntuable para el europeo.

## Palmarés
| Año      | Edición                                         | Piloto             | Copiloto          | Vehículo                     | Series |
| -------- | ----------------------------------------------- | ------------------ | ----------------- | ---------------------------- | ------ |
| 1965     | 1.ª Volta à Ilha de São Miguel                  | Luís Toste Rego    | Zeca Toste        | Fiat 1500                    |        |
| 1966     | 2.ª Volta à Ilha de São Miguel                  | Luís C. Cordeiro   | António Tavares   | Ford Cortina GT              |        |
| 1967     | 3.ª Volta à Ilha de São Miguel                  | Luís C. Cordeiro   | António Tavares   | Ford Cortina GT              |        |
| 1968     | 4.ª Volta à Ilha de São Miguel                  | José Lampreia      | Silva Carvalho    | Renault 8 Gordini            |        |
| 1969     | 5.ª Volta à Ilha de São Miguel                  | Américo Nunes      | Fernando Fonseca  | Porsche 911 S                |        |
| 1970     | 6.ª Volta a São Miguel                          | Jorge Nascimento   | Manuel Coentro    | BMW 2002                     |        |
| 1971     | 7.ª Volta a São Miguel                          | Raul Mendonça      | Jorge Carreiro    | BMW 2002                     |        |
| 1972     | 8.ª Volta a São Miguel                          | António Borges     | Pedro Garcia      | Porsche 911 S                |        |
| 1973     | 9.ª Volta a São Miguel                          | Giovani Salvi      | Luígi Valle       | Porsche Carrera S            |        |
| 1975     | 10.ª Volta a São Miguel                         | Manuel Inácio      | Pina de Morais    | Opel 1904 SR                 |        |
| 1976     | 11.ª Volta a São Miguel                         | Giovani Salvi      | António Morais    | Ford Escort RS 2000          |        |
| 1977     | 12.ª Volta a São Miguel                         | Larama             | Horácio Franco    | Ford Escort RS 1600          |        |
| 1978     | 13.ª Volta a São Miguel                         | Larama             | Horácio Franco    | Ford Escort RS 1600          |        |
| 1979     | 14.ª Volta a São Miguel                         | José Pedro Borges  | Rui Bevilacqua    | Opel Kadett GTE              |        |
| 1980     | 15.ª Volta a São Miguel                         | Mário Silva        | Pedro de Almeida  | Ford Escort RS 1800          |        |
| 1981     | 16.º Rali de São Miguel / Açores                | Santinho Mendes    | Filipe Lopes      | Datsun 160 J                 |        |
| 1982     | 17.º Rali dos Açores                            | Joaquim Santos     | Miguel Oliveira   | Ford Escort RS               |        |
| 1983     | 18.º Rali de São Miguel / Açores                | Joaquim Santos     | Miguel Oliveira   | Ford Escort RS               |        |
| 1984     | 19.º Rali de São Miguel / Açores                | Joaquim Moutinho   | Edgar Fontes      | Renault 5 Turbo              |        |
| 1985     | 20.º Rali de São Miguel / Açores                | Joaquim Moutinho   | Edgar Fontes      | Renault 5 Turbo              |        |
| 1986     | 21.er Rali de São Miguel / Açores               | Jorge Ortigão      | Pedro Perez       | Toyota Corolla GT            |        |
| 1987     | 22.º Rali de São Miguel / Açores                | Inverno Amaral     | Joaquim Neto      | Renault 11 Turbo             |        |
| 1988     | 23.er Rali de São Miguel / Açores               | Carlos Bica        | Fernando Prata    | Lancia Delta HF 4WD          |        |
| 1989     | 24.º Rali de São Miguel / Açores                | Carlos Bica        | Fernando Prata    | Lancia Delta HF 4WD          |        |
| 1990     | 25.º Rali de São Miguel / Açores                | Carlos Bica        | Fernando Prata    | Lancia Delta HF 4WD          |        |
| 1991     | 26.º Rali de São Miguel / Açores                | Carlos Bica        | Fernando Prata    | Lancia Delta Integrale       |        |
| 1992     | 27.º Rali de São Miguel / Açores                | Yves Loubet        | Didier Breton     | Toyota Celica GT4            |        |
| 1993     | 28.º Rallye Açores / Caixa Económica dos Açores | José Miguel        | António Manuel    | Ford Sierra 4x4              |        |
| 1994     | 29.º Rallye Açores / Caixa Económica dos Açores | Fernando Peres     | Ricardo Caldeira  | Ford Escort Cosworth         |        |
| 1995     | 30.º Rallye Açores / BCA                        | José Miguel        | Carlos Magalhães  | Ford Escort Cosworth         |        |
| 1996     | 31.er Rallye Açores / BCA                       | Fernando Peres     | Ricardo Caldeira  | Ford Escort Cosworth         |        |
| 1997     | 32.º Rallye Açores                              | Bruno Thiry        | Stephane Prevot   | Ford Escort Cosworth         | ERC    |
| 1998     | 33.er Rallye Açores                             | Fernando Peres     | Ricardo Caldeira  | Ford Escort WRC              | ERC    |
| 1999     | 34.º Sata Rallye Açores                         | Grégoire de Mévius | Jean-Marc Fortin  | Subaru Impreza               | ERC    |
| 2000     | 35.º Sata Rallye Açores                         | Markko Martin      | Michael Park      | Subaru Impreza WRC           | ERC    |
| 2001     | 36.º Sata Rallye Açores                         | Juha Kankkunen     | Juha Repo         | Subaru Impreza WRC           | ERC    |
| 2002     | 37.º Sata Rallye Açores                         | Rui Madeira        | Fernando Prata    | Ford Focus WRC               | ERC    |
| 2003     | 38.º Sata Rallye Açores                         | Fernando Peres     | José Pedro Silva  | Ford Escort Cosworth         | ERC    |
| 2004     | 39.º Sata Rallye Açores                         | Fernando Peres     | José Pedro Silva  | Mitsubishi Lancer Evo VIII   | ERC    |
| 2005     | 40.º Sata Rallye Açores                         | Fernando Peres     | José Pedro Silva  | Mitsubishi Lancer Evo VII MR | ERC    |
| 2006     | 41.er Sata Rallye Açores                        | Armindo Araújo     | Miguel Ramalho    | Mitsubishi Lancer Evo IX     |        |
| 2007     | 42.º Sata Rallye Açores                         | Fernando Peres     | José Pedro Silva  | Mitsubishi Lancer Evo IX     |        |
| 2008     | 43.er Sata Rallye Açores                        | Bruno Magalhães    | Carlos Magalhães  | Peugeot 207 S2000            |        |
| 2009     | 44.º Sata Rallye Açores                         | Kris Meeke         | Paul Nagle        | Peugeot 207 S2000            | IRC    |
| 2010     | 45.º Sata Rallye Açores                         | Bruno Magalhães    | Carlos Magalhães  | Peugeot 207 S2000            | IRC    |
| 2011     | 46.º Sata Rallye Açores                         | Juho Hänninen      | Mikko Markkula    | Škoda Fabia S2000            | IRC    |
| 2012     | 47.º Sata Rallye Açores                         | Andreas Mikkelsen  | Ola Floene        | Škoda Fabia S2000            | IRC    |
| 2013     | 48.º Sata Rallye Açores                         | Jan Kopecký        | Pavel Dresler     | Škoda Fabia S2000            | ERC    |
| 2014     | 49.º Sata Rallye Açores                         | Bernardo Sousa     | Hugo Magalhães    | Ford Fiesta RRC              | ERC    |
| 2015     | 50.º Sata Rallye Açores                         | Craig Breen        | Scott Martin      | Peugeot 208 T16 R5           | ERC    |
| 2016     | 51.er Azores Airlines Rallye                    | Ricardo Moura      | António Costa     | Ford Fiesta R5               | ERC    |
| 2017     | 52.º Azores Airlines Rallye                     | Bruno Magalhães    | Carlos Magalhães  | Škoda Fabia R5               | ERC    |
| 2018     | 53.er Azores Airlines Rallye                    | Alexey Lukyanuk    | Alexey Arnautov   | Ford Fiesta R5               | ERC    |
| 2019     | 54.º Azores Rallye                              | Łukasz Habaj       | Danielv Dymurski  | Škoda Fabia R5               | ERC    |
| 2020     | Edición cancelada                               | Edición cancelada  | Edición cancelada | Edición cancelada            | ERC    |
| 2021     | 55.º Azores Rallye                              | Andreas Mikkelsen  | Elliott Edmondson | Škoda Fabia Rally2 evo       | ERC    |
| 2022     | 56.º Azores Rallye                              | Efrén Llarena      | Sara Fernández    | Škoda Fabia Rally2 evo       | ERC    |
| 2023     | 57.º Azores Rallye                              | Sébastien Loeb     | Laurène Godey     | Škoda Fabia RS Rally2        | TER    |
| Fuentes: |                                                 |                    |                   |                              |        |